# Escudo de Cartagena (España)
El escudo de la ciudad de Cartagena,España–, fue adoptado en el siglo XVI. La versión vigente en la actualidad fue aprobada en el año 1929.

## Descripción
La descripción que figuró en la propuesta de 1929 es la siguiente:

El escudo de armas de la ciudad es de forma acaudada. Está constituido por un castillo en oro, con tres torres almenadas: la del centro un poco más elevada; las puertas y ventanas, clareadas de gules. La fortaleza se destaca en campo azul, levantada sobre peñas color piedra, batidas por las azules olas del mar. Su bordura, la componen ocho jaqueles: cuatro donde campea el castillo de oro, en campo de gules; y cuatro con león rampante de gules, sobre campo de plata.

Timbra el blasón una corona mural.

El elemento central del escudo de Cartagena es un castillo amarillo o dorado –blasonado de oro–, con su puerta y ventanas de color negro, de gules. La torre se encuentra situada en un campo de color azul, situada sobre unas peñas rodeadas por el mar. 
Este blasón cuenta con una bordura, que es una pieza heráldica de diferente color al resto del campo del escudo que lo rodea en su interior por todos los lados. En el caso de la ciudad de Cartagena, la bordura está compuesta por ocho cuadros alternados de diferente color –jaqueles o compones– con las armas de la Corona de Castilla. Muchas poblaciones que pertenecieron a la Corona de Castilla utilizan en sus escudos esta bordura, que recibe el nombre de bordura componada.
El timbre del escudo es una corona mural de seis torres, cuatro a la vista. El escudo propiamente dicho se encuentra adornado con una corona vegetal formada por dos ramas cruzadas, una de palma y otra de laurel. Con frecuencia sobre las ramas aparece representada una cinta blanca, de plata, con el lema de la ciudad: «Muy Noble, Muy Leal y Siempre Heroica, Ciudad de Cartagena».
El escudo de la ciudad de Cartagena figura en la parte central de su bandera.

## Historia
La existencia del escudo de Cartagena aparece documentada por vez primera en un documento del año 1532 relativo a una ejecutoria sobre la posesión del Campo Nubla. En esta primera versión podía observarse el castillo de oro situado sobre el mar y ya se encontraba fijado el color, esmalte en heráldica, del campo del escudo.
Durante los siglos XVIII y XIX las armas de la ciudad se representaron en un escudo ovalado timbrado con una corona marquesal.
En el año 1929, el archivero y cronista Federico Casal Martínez elaboró un estudio titulado El escudo de armas de la muy noble y muy leal ciudad de Cartagena, que recogía la versión actualmente vigente, propuesta que finalmente fue aceptada. La novedad principal consistió en la adopción de una corona mural de seis torres. La corona mural ha sido un emblema muy utilizado para simbolizar significar la autonomía de ciudades libres.
En 1970 y 1971, con motivo de la incorporación de una medalla municipal al Reglamento de honores y distinciones de Cartagena, el Ayuntamiento regido por el alcalde Ginés Huertas Celdrán recurrió a la Real Academia de la Historia (RAH) para solicitar su asesoramiento heráldico. Lejos de obtener la aprobación de la academia, el consistorio cartagenero vio rechazadas a través del heraldista Dalmiro de la Válgoma y Díaz-Varela sus justificaciones históricas acerca del uso de la corona mural en la medalla, que se retrotraían a la concesión en época romana por Escipión el Africano. Aún aportaba el Ayuntamiento un segundo argumento en caso de que el primero no fuera considerado válido, apelando a la legitimidad de emplear una corona ducal en honor al duque Severiano, progenitor de los Cuatro Santos de Cartagena. La RAH refutó también esta idea, explicando la conveniencia de una corona real y desautorizando las justificaciones afirmando «que aunque en esos remotos tiempos pudiesen darse ciertos simbolismos, evidente es que la heráldica no florecía en ellos, ni cabía, pues, por entonces hablar de coronas, murales o de duque».